# Krzycko Małe
Krzycko Małe (niem. Klein Kreutsch) – wieś w Polsce położona w województwie wielkopolskim, w powiecie leszczyńskim, w gminie Święciechowa, nad jeziorem Krzycko. 

## Historia
Miejscowość historycznie należała do Wielkopolski, ma metrykę średniowieczną i jest notowana od XV wieku. Wymieniona została w 1406 po łacinie jako utraqe Crziczsko, 1418 Krziczsko, Krzyczko, 1497 Minus Krzyczko, 1507 Cryczko Minus.
Miejscowość była własnością wielkopolskiego rodu szlacheckiego Krzyckich herbu Kotwicz. Urodził się tutaj w 1482 roku Andrzej Krzycki, poeta i prymas.
W 1552 miejscowość leżała w powiecie poznańskim, a w 1497 w powiecie wschowskim Korony Królestwa Polskiego. W 1510 należała do dekanatu Wschowa. Wieś miała wówczas 12 łanów osiadłych w tym sołectwo miało jeden łan, a kolejny należał do plebana oprócz tego we wsi pół łana było opuszczonego. Odnotowano także dwa folwarki dziedzica, jezioro oraz dwa lasy. W 1531 pobrano podatki od 3 łanów po wiardunku. W 1563 od 7 i 1/4 łana, 4 komorników, wiatraka dziedzicznego, karczmy. W 1566 z majątku należącego do Krzysztofa Krzyckiego pobrano od 6 i 3/4 łana, zagrodnika, wiatraka dziedzicznego i wiatraka dzierżawionego, karczmy. Natomiast z działu Macieja i Mikołaja Krzyckich pobór odbył się od 3 łanów. W 1564 wieś miała 6,5 łana. W 1579 od 5,5 łana, 2 zagrodników bez roli, 5 komorników bez inwentarza. Od najemnego pracownika zwanego ratajem pobrano 30 groszy od pługa, od rataja z Nowej Wsi 30 groszy. Pobrano także podatki od owczarza mającego 25 owiec.
W wyniku II rozbioru Rzeczypospolitej w 1793, miejscowość przeszła w posiadanie Prus i jak cała Wielkopolska znalazła się w zaborze pruskim.
Neogotycki kościół parafialny NMP Śnieżnej zbudowano w roku 1892 według planów Alexisa Langera z Wrocławia. W kościele zachowały się m.in. chrzcielnica z 1580 i zabytkowe obrazy.
W latach 1975–1998 miejscowość administracyjnie należała do województwa leszczyńskiego.

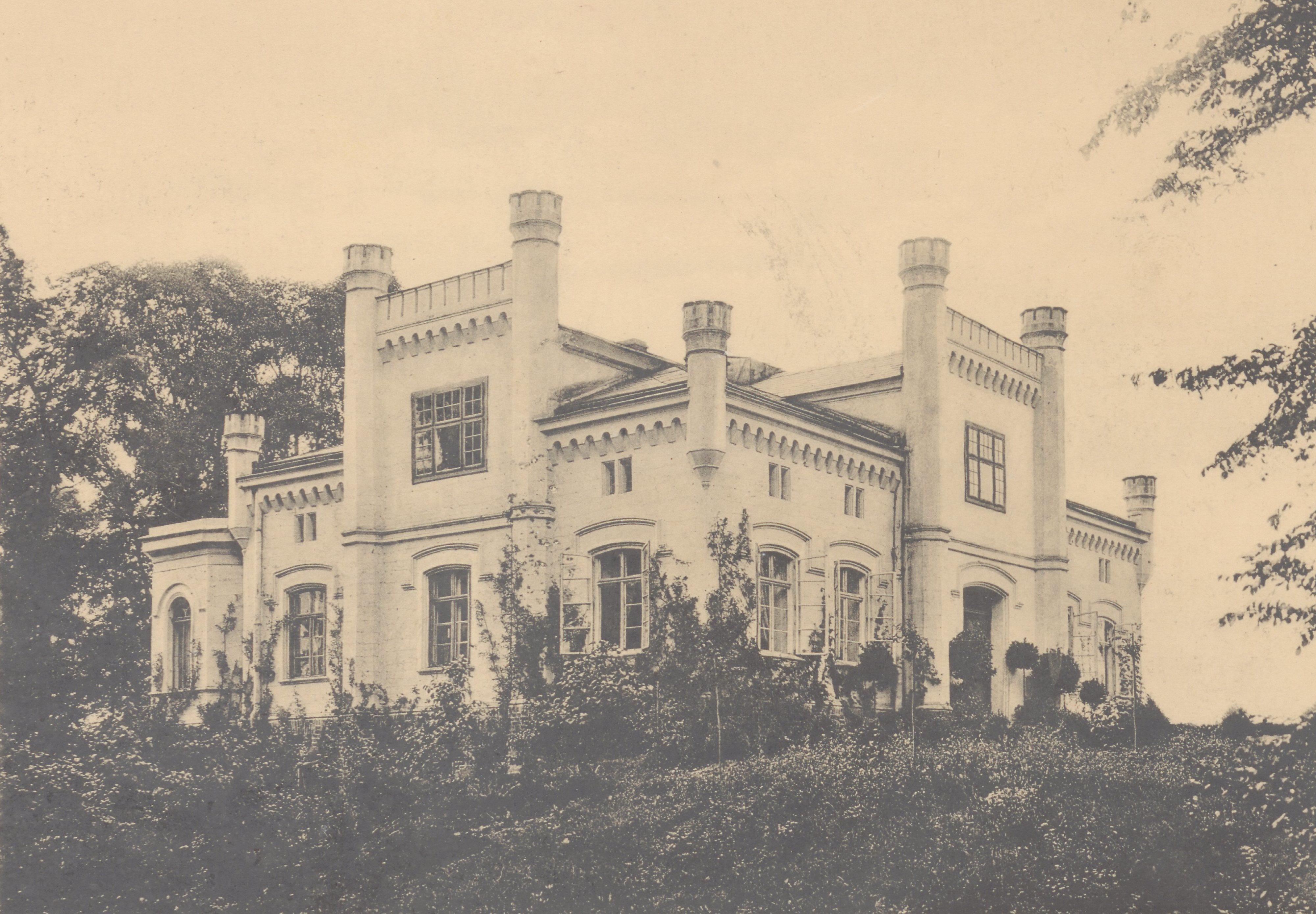
Widok dworu przed 1912